# La violetera (film)
Pour plus de détails, voir Fiche technique et Distribution.
La violetera est un film musical italo-espagnol réalisé par Luis César Amadori et sorti en 1958.
Le film met en vedette Sara Montiel,,, qui est revenu en Espagne en 1957 après avoir connu le succès à Hollywood. Il a été l'un des plus grands succès de l'époque au cinéma en Espagne, où il est resté à l'affiche pendant un an, ainsi qu'en Amérique latine,. L'identification de ce film à son actrice principale est telle que lors des funérailles de « Saritísima », certaines scènes mémorables du film ont été projetées sur les écrans extérieurs du cinéma Callao, sur la place de Callao à Madrid,,.
L'histoire trouve son origine dans la habanera intitulée La violetera, composée en 1914 par José Padilla
.

## Synopsis
Soledad est une jeune femme qui vend des violettes dans les rues de Madrid en 1899. Elle est également chanteuse et possède une belle voix. Elle se produit souvent dans un café-concert appelé Salón Bolero, mais elle n'exploite pas vraiment son don. Le soir du Nouvel An, elle rencontre Fernando, un jeune aristocrate influent, à l'entrée du théâtre Apolo, et tous deux tombent immédiatement amoureux. Cependant, Ferdinand est soumis à la pression constante de son frère aîné, le duc Don Alfonso, qui lui rappelle ses devoirs, notamment ses fiançailles avec la comtesse Doña Magdalena.
Bien que leur relation soit impossible en raison de la différence de classe sociale, Fernando va à l'encontre des normes de l'époque et provoque un scandale dans la haute société madrilène en emmenant Soledad vivre dans un appartement luxueux et en lui annonçant ses fiançailles. Alfonso meurt en duel en essayant de défendre l'honneur de Fernando et, devenu duc et se sentant coupable de la mort de son frère, Fernando décide de respecter ses souhaits et rompt avec Soledad. Mais quelques heures plus tard, il se rend compte qu'il ne peut vivre sans elle et va la retrouver dans l'appartement qu'elle vient de quitter pour se rendre à Paris avec Henri Garnal, un important impresario de théâtre français qui a été impressionné par sa voix après l'avoir entendue chanter.
À Paris, Soledad devient une chanteuse célèbre. Fernando épouse Magdalena et quitte l'Espagne lorsqu'il est nommé ambassadeur au Brésil, tandis que Soledad donne des concerts dans les meilleurs théâtres d'Europe, accompagnée de Garnal. Lors de ses débuts à Madrid, Soledad et Fernando se retrouvent. Il tente de lui expliquer tout ce qui s'est passé, lui déclare son amour et lui demande de partir avec lui. Elle lui avoue également son amour, mais le rejette finalement. Soledad et Garnal embarquent sur le RMS Titanic à destination des États-Unis pour ses débuts à Broadway, mais le navire fait naufrage et Garnal meurt. Soledad survit, mais devient gravement malade. Après une longue convalescence et après avoir perdu sa voix, seule et triste, elle ne parvient pas à trouver du travail à Paris et se retrouve sans le sou.
Dix ans plus tard, Fernando, devenu veuf, revient à Madrid après avoir été nommé ministre. Au Salon du Boléro, il rencontre Soledad, qui tente un modeste retour en chantant de façon synchronisée sur l'un de ses vieux enregistrements de La Violetera, tandis que l'orchestre fait semblant de jouer. Elle est surprise de le revoir et se trompe de ton, mais, en rassemblant tout son courage et en faisant un grand effort, elle parvient à chanter la chanson en parfaite harmonie lorsque l'orchestre commence à jouer pour de vrai. Pendant que le public célèbre l'arrivée de la nouvelle année, Soledad et Fernando s'embrassent et s'enlacent, pouvant enfin être ensemble sans que rien ni personne ne puisse les séparer.

## Fiche technique
- Titre original et français : La violetera[11] (« La marchande de violettes »)
- Réalisation : Luis César Amadori
- Scénario : André Tabet, Manuel Villegas López (es), Jesús María de Arozamena, d'après la chanson La Violetera composée par José Padilla Sánchez et Eduardo Montesinos en 1915.
- Photographie : Antonio L. Ballesteros
- Montage : Antonio Ramírez de Loaysa
- Musique : Juan Quintero Muñoz (es)
- Sociétés de production : Producciones Benito Perojo, Vic Film, Trevi Cinematografica
- Pays de production :  Espagne -  Italie
- Langue originale : espagnol
- Format : couleurs par Eastmancolor - Son mono - 35 mm
- Genre : Film musical
- Durée : 108 minutes
- Dates de sortie : 
  - Espagne : 6 avril 1958 (Grenade et Madrid) ; 11 avril 1958 (Barcelone)
  - France : 10 juillet 1959

## Distribution
- Sara Montiel : Soledad Moreno
- Raf Vallone : Fernando Arlés
- Frank Villard : Henri Garnal
- Tomás Blanco (es) : Alfonso Arlés
- Pastor Serrador : Carlos Arlés
- Ana Mariscal : Magdalena
- Tony Soler : Lola
- Félix Fernández : Salon du propriétaire du Boléro
- Robert Pizani : professeur
- Charles Fawcett : Van de Ritzen
- Aurora García Alonso : vendeuse de loterie
- Laura Valenzuela : fille avec professeur
- Julia Delgado Caro : Isabel
- Julio Goróstegui : Excellence
- Carmen Rodríguez : vendeuse de fleurs chez Maxim's
- Vicente Soler : ivrogne
- Blanquita Suárez : vieille chanteuse
- Nora Samsó : femme dans la galerie
- Modesto Blanch : homme dans la galerie
- María Francés : administratrice de clinique
- María Gámez : femme